# Iphiaulax
Iphiaulax (лат.) — род паразитических наездников из семейства Braconidae.

## Распространение
Встречается повсеместно, во всех зоогеографических областях.

## Описание
Мелкие бракониды. Усики тонкие, нитевидые. От близких родов отличается несколькими признаками. Голова: усики густо щетинистые, длиннее переднего крыла, с 50-100 члениками, реже меньше; терминальный жгутик жгутика обычно острый на вершине, срединный членики обычно шире своей длины, скапус часто толстый и яйцевидный, скапус сбоку в основании округлый, а с внутренней стороны обычно с узким апикальным выступом, редко в виде двойного апикального края, вентрально длиннее дорсального и вогнутое на вершине; глаз голый, без выемки или довольно слабо выемки; лицо часто в значительной степени гладкое, иногда пунктированное или с боковой скульптурой; наличник умеренно широкий, обычно с дорсальным килем; скуловой шов часто развит, но иногда слаб; лабиомаксиллярный комплекс нормальный, не удлиненный; лоб за антеннальными гнездами не вогнутый или слабо вогнутый, с отчетливой срединной бороздкой. Грудь: нотаули обычно вдавлены только спереди; прекоксальный шов отсутствует; мезоплевральный шов гладкий; проподеум гладкий, редко сзади с коротким килем.
Крылья: угол между жилками 1-SR и C + SC + R переднего крыла более 50 °; жилка 1-SR + M переднего крыла более или менее прямая, реже слабо изогнутая; жилка переднего крыла 3-SR относительно длинная, часто более чем в два раза длиннее жилки r-m; жилка переднего крыла r-m обычно слабо изогнута и с 2 буллами; жилка переднего крыла cu-a интерстициальная или тонко постфуркальная; жилка переднего крыла 3-CU1 не расширена или слабо расширена кзади; жилка заднего крыла на 1r-m часто короче жилки SC + R1 (редко длиннее, только у некоторых индо-австралийских видов); заднее крыло в основании часто с несколькими щетинками вокруг жилки cu-a.
Ноги и брюшко: коготки простые; ноги более или менее густо щетинистые; тергиты метасомы в значительной степени гладкие или тергиты первой-трети метасомы в значительной степени скульптурные; первый тергит метасомы с выпуклым срединным полем, срединно-продольный киль присутствует или отсутствует; второй тергит без срединно-базального поля, переднебоковые поля нечеткие и не развитые; второй шов обычно зубчатый, редко гладкий; третий тергит метасомы часто с переднебоковыми участками; передняя поперечная бороздка третьего — пятого тергитов обычно отсутствует, но иногда присутствует; шестой и седьмой тергиты в значительной степени гладкие; яйцеклад обычно крепкий, а его верхняя створка часто сильно увеличена и без узлов и по крайней мере в два раза шире нижней створки при виде сбоку, но иногда тонкая, субапикально верхняя створка без узелков, а его нижняя створка без отчетливых брюшных зубцов, редко присутствуют мелкие зубцы. Биология: большинство видов эктопаразитоиды личинок жуков-усачей (Cerambycidae) и златок (Buprestidae, Coleoptera) и бабочек (Cossidae, Psychidae, Pyralidae, Lepidoptera).

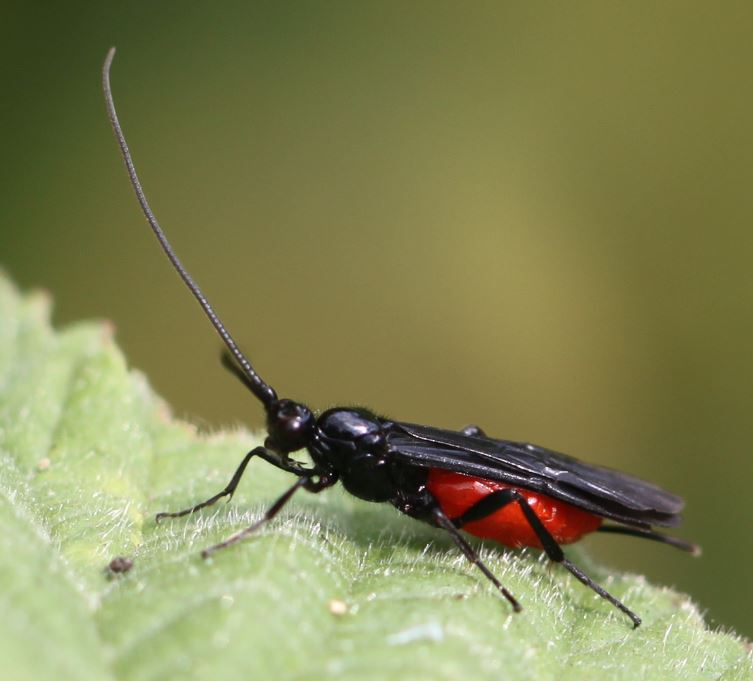

## Систематика
Род был впервые выделен в 1863 году немецким энтомологом Арнольдом Фёрстером (1810—1884). Включён в состав трибы Aphrastobraconini из подсемейства Braconinae. Включает несколько сотен видов, в том числе виды синонимизированных с ним родов Aniphiaulax Kokujev, 1899 и Iphiaulacidea  Fahringer, 1926 и:
- I. abaculus (Cameron, 1887)
- I. abgarus (Cameron, 1905)
- I. abstractus (Brues, 1910)
- I. africanus (Dalla Torre, 1898)
- I. agnatus (Kohl, 1906)
- I. agraensis (Cameron, 1897)
- I. alboornatus (Cameron, 1906)
- I. allenensis (Blanchard, 1933)
- I. allopterus (Cameron, 1912)
- I. alluaudi (Szepligeti, 1914)
- I. ameeni (Whitaker, Bhuiya, Fitton & Quicke, 2007)[5]
- I. americanus (Provancher, 1888)
- I. amyris (Cameron, 1904)
- I. ankuri (Whitaker, Bhuiya, Fitton & Quicke, 2007)[5]
- I. annulitarsis (Cameron, 1903)
- I. apicalis (Szepligeti, 1913)
- I. aquaticus (Myers, 1931)
- I. ardens (Walker, 1871)
- I. assimulator (Swederus, 1787)
- I. astiochus (Cameron, 1902)
- I. atriornatus (Cameron, 1912)
- I. australiensis (Ashmead, 1900)
- I. avarus (Cameron, 1887)
- I. bellator (Kokujev, 1898)
- I. bellicosus (Cameron, 1887)
- I. bequaerti (Szepligeti, 1914)
- I. bicolor (Telenga, 1936)
- I. bifoveatus (Cameron, 1887)
- I. bohemani (Holmgren, 1868)
- I. breviseta (Enderlein, 1920)
- I. bruchi (Blanchard, 1943)
- I. brunneipennis (Quicke, 1991)
- I. callipterus (Saussure, 1892)
- I. callosus (Szepligeti, 1918)
- I. canescens (Cameron, 1887)
- I. cariniceps (Cameron, 1907)
- I. cephalotus (Szepligeti, 1908)
- I. ceressus (Cameron, 1902)
- I. cinnabarinus (Viereck, 1905)
- I. classeyi (Whitaker, Bhuiya, Fitton & Quicke, 2007)[5]
- I. cnemophilus (Cameron & Strand, 1912)
- I. collaris (Szepligeti, 1914)
- I. concolor (Walker, 1871)
- I. congruus (Walker, 1871)
- I. contemptus (Cameron, 1909)
- I. corduvensis (Blanchard, 1943)
- I. cosmiothecus (Cameron, 1907)
- I. curticaudatus (Shenefelt, 1978)
- I. curvinervis (Cameron, 1906)
- I. cyrenius (Cameron, 1904)
- I. championi (Cameron, 1887)
- I. chowdhuryi (Whitaker, Bhuiya, Fitton & Quicke, 2007)[5]
- I. danielsi (Quicke, 1991)
- I. dawnae (Whitaker, Bhuiya, Fitton & Quicke, 2007)[5]
- I. decemmaculatus (Szepligeti, 1911)
- I. declinatus (Cameron, 1907)
- I. decorus (Cameron, 1906)
- I. dejectus (Cresson, 1865)
- I. deliensis (Cameron, 1912)
- I. denunciator (Fabricius, 1781)
- I. determinatus (Walker, 1871)
- I. diana (Brues, 1924)
- I. didymus (Brulle, 1846)
- I. dimidiator (Fabricius, 1804)
- I. dissolutus (Cameron, 1912)
- I. dodsi (Cameron, 1906)
- I. domdamiensis (Cameron, 1907)
- I. dubitorius (Fabricius, 1775)
- I. dubius (Fahringer, 1935)
- I. duvivieri (Szepligeti, 1914)
- I. egregius (Cameron, 1887)
- I. ehrenbergi (Strand, 1912)
- I. electus (Cameron, 1912)
- I. elizeus (Cameron, 1905)
- I. emui (Whitaker, Bhuiya, Fitton & Quicke, 2007)[5]
- I. eriophorus (Cameron, 1907)
- I. erythraeana (Szepligeti, 1913)
- I. erythrogaster (Brulle, 1846)
- I. erythrus (Viereck, 1905)
- I. eurygaster (Brulle, 1846)
- I. eurythecus (Cameron, 1907)
- I. ezerias (Cameron, 1904)
- I. faberi (Cameron & Strand, 1912)
- I. facialis (Szepligeti, 1913)
- I. fahimi (Whitaker, Bhuiya, Fitton & Quicke, 2007)[5]
- I. fastidiator (Fabricius, 1781)
- I. faustus (Cresson, 1872)
- I. festivus (Szepligeti, 1901)
- I. flagrator (Gerstaecker, 1858)
- I. fletcheri (Cameron, 1907)
- I. fornasinii (Kriechbaumer, 1894)
- I. frugalis (Cameron, 1887)
- I. fuelleborni (Szepligeti, 1914)
- I. fulvus (Szepligeti, 1914)
- I. fuscidens (Cameron, 1887)
- I. fusconigratus (Fahringer, 1935)
- I. garampianus (Matsumura, 1912)
- I. gaullei (Granger, 1949)
- I. gibbus (Brulle, 1846)
- I. gloriatorius (Cameron, 1887)
- I. grabowskyi (Cameron, 1912)
- I. gracilites (Shenefelt, 1978)
- I. guineensis (Szepligeti, 1914)
- I. haematostigma (Kriechbaumer, 1894)
- I. halaesus (Cameron, 1903)
- I. hasinaae (Whitaker, Bhuiya, Fitton & Quicke, 2007)[5]
- I. hastator (Fabricius, 1804)
- I. haundrawensis (Cameron, 1907)
- I. hemixanthopterus (Szepligeti, 1911)
- I. hesper (Brues, 1924)
- I. hewittii (Cameron, 1906)
- I. hians (Perez, 1907)
- I. horishanus (Matsumura, 1912)
- I. hova (Saussure, 1892)
- I. iftekhari (Whitaker, Bhuiya, Fitton & Quicke, 2007)[5]
- I. imaus (Cameron, 1906)
- I. imitatrix (Cameron, 1887)
- I. immsii (Cameron, 1913)
- I. impeditor (Kokujev, 1898)
- I. impostor (Scopoli, 1763)typus (= Ichneumon impostor Scopoli, 1763)

- I. incisus (Brulle, 1846)
- I. inculpator (Olivier, 1792)
- I. infirmus (Cameron, 1887)
- I. innotatus (Turner, 1918)
- I. insularis (Szepligeti, 1901)
- I. intactus (Cameron, 1912)
- I. intimus (Cresson, 1865)
- I. iphigenia (Brues, 1924)
- I. iris (Brues, 1924)
- I. jacobsoni (Shestakov, 1927)
- I. jakowlewi (Kokujev, 1898)
- I. janus (Cameron, 1887)
- I. javanicola (Cameron, 1912)
- I. jeannelli (Szepligeti, 1914)
- I. jocosoides (Buysson, 1897)
- I. jucundus (Cameron, 1887)
- I. jutahaensis (Cameron, 1905)
- I. kabiri (Whitaker, Bhuiya, Fitton & Quicke, 2007)[5]
- I. katangensis (Shenefelt, 1978)
- I. kinabaluensis (Cameron & Strand, 1912)
- I. koebelei (Ashmead, 1889)
- I. koehleri (Blanchard, 1933)
- I. kolleri (Cameron, 1912)
- I. kuehnii (Cameron, 1912)
- I. lacteipennatus (Shenefelt, 1978)
- I. laeviusculus (Szepligeti, 1906)
- I. lanceolatus (Szepligeti, 1914)
- I. laratensis (Shenefelt, 1978)
- I. lateritius (Cameron, 1905)
- I. latistigma (Quicke, 1991)
- I. lativentris (Cresson, 1865)
- I. longicaudatus (Blanchard, 1933)
- I. longiceps (Cameron, 1907)
- I. longicornis (Szepligeti, 1905)
- I. longinervis Li et al., 2020[1]
- I. longitarsis (Cameron, 1904)
- I. lucidus (Szepligeti, 1913)
- I. lucina (Brues, 1924)
- I. lunduensis (Cameron, 1912)
- I. luteifrons (Brulle, 1846)
- I. lynceus (Cameron, 1909)
- I. mactator (Klug, 1817)
- I. maculifrons (Ritsema, 1874)
- I. maculinervis (Strand, 1912)
- I. madagascariensis (Szepligeti, 1913)
- I. malayanus (Cameron, 1901)
- I. mamivaensis (Cameron, 1905)
- I. manteri (Nettleton, 1938)
- I. marathwadensis (Kurhade & Nikam, 1998)
- I. mareotis (Cameron, 1903)
- I. margininervis (Cameron, 1912)
- I. matangensis (Cameron, 1903)
- I. megacerus (Szepligeti, 1914)
- I. megalophthalmus (Cameron, 1912)
- I. megaptera (Cameron, 1887)
- I. melanarius (Walker, 1871)
- I. melanogaster (Viereck, 1905)
- I. melanospilus (Strand, 1912)
- I. melantennatus (Blanchard, 1943)
- I. mendicus (Cameron, 1887)
- I. meraukensis (Cameron, 1907)
- I. mesosuavis (Blanchard, 1943)
- I. mexicanus (Cameron, 1887)
- I. micrarche (Cockerell, 1921)
- I. microphthalmus (Brues, 1926)
- I. militaridis (Shenefelt, 1978)
- I. militaris (Viereck, 1905)
- I. minos (Cameron, 1904)
- I. mirabilis (Hedwig, 1957)
- I. mocquereysi (Szepligeti, 1914)
- I. monticola (Cameron, 1904)
- I. multiarticulatus (Ratzeburg, 1852)
- I. mundelli (Blanchard, 1936)
- I. naomiae (Whitaker, Bhuiya, Fitton & Quicke, 2007)
- I. nataliensis (Szepligeti, 1901)
- I. neuquenensis (Blanchard, 1933)
- I. niezabitowskyi (Fahringer, 1926)
- I. niger (Brulle, 1846)
- I. nigridorsis (Kriechbaumer, 1894)
- I. nigrifrons (Brulle, 1846)
- I. nigrimanus (Szepligeti, 1915)
- I. nigrisoma (Whitaker, Bhuiya, Fitton & Quicke, 2007)[5]
- I. nigroluteus (Masi, 1944)
- I. nigroscutellaris (Szepligeti, 1914)
- I. nitidiusculus (Cameron, 1905)
- I. novus (Szepligeti, 1901)
- I. obesculus (Cameron, 1909)
- I. obscuricarinatus (Cameron, 1911)
- I. occultator (Smith, 1863)
- I. ocellator (Fabricius, 1804)
- I. oeneus (Cameron, 1904)
- I. orbita (Brulle, 1846)
- I. ornatiscapus (Cameron, 1912)
- I. ornatus (Provancher, 1880)
- I. pallidiorbitalis (Cameron, 1907)
- I. pallidiquamdalis (Shenefelt, 1978)
- I. palliventris (Cresson, 1865)
- I. pampatensis (Cameron, 1904)
- I. pandora (Brues, 1924)
- I. pangaeus (Cameron, 1904)
- I. papuanus (Cameron, 1906)
- I. parvulus (Shestakov, 1927)
- I. paternus (Cameron, 1904)
- I. patunuangensis (Cameron & Strand, 1912)
- I. pectoralis (Szepligeti, 1914)
- I. peinanensis (Cameron, 1912)
- I. penetrans (Smith, 1862)
- I. perepicus (Viereck, 1905)
- I. perezi (Fahringer, 1926)
- I. perfectus (Szepligeti, 1914)
- I. permutans (Turner, 1917)
- I. pheres (Cameron, 1904)
- I. pictus (Brulle, 1846)
- I. pilisoma (van Achterberg, 1996)
- I. platynotatus (Shenefelt, 1978)
- I. plurimacula (Brulle, 1846)
- I. poppyae (Whitaker, Bhuiya, Fitton & Quicke, 2007)[5]
- I. portius (Cameron, 1903)
- I. potanini (Kokujev, 1898)
- I. poultoni (Szepligeti, 1906)
- I. pravus (Szepligeti, 1914)
- I. preussi (Szepligeti, 1914)
- I. preyeri (Cameron, 1907)
- I. priankaae (Whitaker, Bhuiya, Fitton & Quicke, 2007)[5]
- I. prithaae (Whitaker, Bhuiya, Fitton & Quicke, 2007)
- I. proficiscator (Fabricius, 1775)
- I. propinquus (Viereck, 1905)
- I. proserpina (Brues, 1924)
- I. psychidophagus (Blanchard, 1933)
- I. quadripunctatus (Cameron, 1887)
- I. quaesitorius (Cameron, 1904)
- I. resurrectus (Brues, 1910)
- I. rhodesianus (Cameron, 1906)
- I. ribesiferus (Buysson, 1897)
- I. rogersi (Cameron, 1887)
- I. romani (Baltazar, 1966)
- I. rotundicanaliculatus (Cameron, 1912)
- I. rotundinervis (Cameron, 1911)
- I. rubrinervis (Cameron, 1904)
- I. rufus (Szepligeti, 1901)
- I. rugiceps (Cresson, 1872)
- I. rugotusus (Shenefelt, 1978)
- I. safderezae (Lal, 1939)
- I. sapitensis (Cameron & Strand, 1912)
- I. sauteri (Enderlein, 1920)
- I. scrupulosus (Szepligeti, 1914)
- I. sculpturatus (Walker, 1871)
- I. scutellaris (Szepligeti, 1913)
- I. seyrigi (Granger, 1949)
- I. sibanensis (Cameron, 1904)
- I. signatus (Brulle, 1846)
- I. simplex (Brues, 1926)
- I. sjostedti (Szepligeti, 1908)
- I. soleae (Cameron, 1905)
- I. sollertum (Blanchard, 1933)
- I. spadix (Brethes, 1913)
- I. spilocephaliformis (Ramakrishna Ayyar, 1928)
- I. spilonotus (Cameron, 1905)
- I. spilostigmus (Cameron, 1904)
- I. stramineus (Cameron, 1907)
- I. suavis (Cameron, 1887)
- I. subauratus (Kriechbaumer, 1894)
- I. sublucens (Blanchard, 1933)
- I. szepligetii (Niezabitowski, 1910)
- I. tanyceras (Cameron, 1906)
- I. tauricus (Shestakov, 1927)
- I. tebaensis (Strand, 1911)
- I. tegularis (Szepligeti, 1906)
- I. tenuilineatus (Cameron, 1904)
- I. testaceus (Kriechbaumer, 1894)
- I. thespis (Cameron, 1904)
- I. thisbe (Brues, 1924)
- I. thoracicus (Szepligeti, 1911)
- I. tinctipennis (Cameron, 1887)
- I. trichiosoma (Cameron, 1903)
- I. trichiosomus (Cameron, 1906)
- I. triornatus (Cameron, 1906)
- I. trisignatus (Kirby, 1884)
- I. tristator (Cameron, 1904)
- I. udei (Enderlein, 1920)
- I. unicolor (Szepligeti, 1913)
- I. varicollis (Cameron, 1909)
- I. varipennis (Cameron, 1903)
- I. varireticulatus (Cameron, 1909)
- I. varitinctus (Cameron, 1906)
- I. varius (Brulle, 1846)
- I. vesta (Brues, 1924)
- I. volcanicus (Cameron, 1887)
- I. voraginis (Cresson, 1865)
- I. wahlbergi (Holmgren, 1868)
- I. wallacei (Cameron, 1903)
- I. whitei (Cameron, 1905)
- I. wuhainensis (Wang & Chen, 2008)
- I. xanthocephalus (Szepligeti, 1911)
- I. xanthoprosopus (Fahringer, 1935)
- I. xanthopsis (Cameron, 1905)
- I. xanthospilus (Ashmead, 1894)
- I. xantothorax (Brulle, 1846)
- I. zaraces (Cameron, 1904)
- I. zonulus (Fahringer, 1935)
- I. zoroaster (Fahringer, 1935)